# Turț
Turț (in ungherese Turc) è un comune della Romania di 7 530 abitanti, ubicato nel distretto di Satu Mare, nella regione storica della Transilvania. 
Il comune è formato dall'unione di 3 villaggi: Gherța Mare, Turț, Turț-Băi.
Turț è nota in Romania e nelle aree limitrofe di Ungheria e Ucraina per la produzione dell'omonima bevanda alcoolica, un'acquavite di prugne.